# Лозаннська школа
Лозаннська школа (англ. Lausanne School) — це одна із провідних наукових шкіл неокласичного напряму в економічній науці, що сформувалася в останній чверті ХІХ століття в результаті «маржинальної революції» 1871—1874 років. Представниками лозаннської школи маржиналізму є: Леон Вальрас (1834—1910) і Вільфредо Парето (1848—1923).

## Загальна характеристика
Лозаннська школа є другою і центральною школою маржиналізму та вирізняється фундаментальними ідеями, що стали загальним надбанням. З усіх напрямів маржиналізму ця школа зіграла чи не найбільшу роль у формуванні неокласичного напряму економічної науки. Власне, неокласичний напрямок значною мірою можна інтерпретувати як зв'язки досліджень лозанської школи зі знахідками Д. Б. Кларка і А.Маршалла.
Саме представники лозаннської школи, поряд з англійськими маржиналістами У. З. Джевонсом і Ф. І. Еджуортом, стали ініціаторами введення в економічну науку математичних методів, особливо методів диференціального розрахунку.
Іншим важливим описом підходу лозаннців до аналізу економіки було її уподібнення механічних систем. У цьому вони відрізнялися від представників Австрійської економічної школи, але були близькі до економістів-класиків. Крім того, в механістичності аналізу вони досягали набагато більшого результату ніж інші. Для класиків уподібнення економіки механічним об'єктам мало значення з точки зору висунення ідеї про те, що їй внутрішньо властиві універсальні й об'єктивні закони. Що ж до представників лозаннської школи, то тут для них таке уподібнення було важливе постільки, оскільки воно дозволяло представляти економіку як рівноважну систему. До того ж вони вперше здійснили аналіз господарства з точки зору загальної рівноваги. Врешті, моделювання на основі ідеї загальної рівноваги стало однією з характерних рис магістрального напрямку сучасної економічної теорії. Не випадково головна праця засновника лозанської школи та одного з творців маржиналістської революції Л. Вальраса була названа Й. Шумпетером «Великою Хартією точної економічної науки», а Т. Негісі «біблією сучасної неокласичної економічної теорії».

## Представник: Леон Вальрас
Засновник школи Л. Вальрас свої основні ідеї описував в роботі «Елементи чистої політичної економії». Вальрас увійшов до історії економічної думки як один з перших розробників теорії маржинальної корисності. Виявив маржинальну корисність як функцію зниження від споживаної кількості переваг. Коли всі споживачі досягають максимуму задоволення їх потреб, існує економічна рівновага. Цим Вальрас не обмежувався, та створив математичну модель загального економічного балансу ринків. Саме тому, він вважається засновником сучасної макроекономічної рівноваги.
Основна ідея теорії загальної рівноваги полягала в тому, що в економіці все переплетене і взаємопов'язане, будь-яка оцінка залежить від інших оцінок, і своєю чергою впливає на них. Значення завжди відносне, визначається, порівнюючи інтенсивність конкретного попиту на товари та вартість його виробництва. У ринковій економіці це виражається через рівність попиту та пропозиції у всіх товарах та послугах в цілому. Основний регуляторний механізм для досягнення рівноваги Вальрас вважав зміну структури рівноважних цін. Значення набуває лише після встановлення рівноваги корисності та витрат, попиту та пропозиції. Мінні цінності товарів є невідомими рівняннями економічного аналізу, вирішують систему рівнянь. Як наслідок, досягається оптимальний розподіл ресурсів та максимальний рівень задоволеності потреб.
Модель Вальраса дуже абстрактна і побудована на визначеному спрощенню:
- задані функції граничної корисності, тобто дана первинна кількість товарів та послуг на ринку;
- задані функції граничної продуктивності, що означало припущення про однакові витрати, тобто їх постійне повернення;
- зміна цін безпосередньо залежить від величини пропозиції попиту над пропозицією та іншими.

Ця чиста економічна теорія описує рівновагу у повній роботі. Це не пояснює, що це станеться, якщо смаки або ресурси будуть змінюватися, не розкриває закони зміни системи загальної рівноваги. Однак, вона служила основою для подальшого розв'язання цих питань, а також повідомив про новий імпульс для вивчення проблеми добробуту, поставленою ще А. Смітом.

## Представник: Вільфредо Парето
Подальший аналіз стану ринкової рівноваги здійснювався Вільфредо Парето. Він, а також Л. Вальрас, був найбільш зосереджений на вивченні проблем загального економічного балансу, виходячи, так само як він, із маржинальних ідей економічного аналізу.Однак, нові принципи вивчення передумов і факторів у правилах економіки дозволяють В. Парето приймати як маржиналістів «другої хвилі» та, відповідно, одного з засновників неокласичної економічної думки.
Покладаючись не на причинний, а на функціональний підхід В. Парето подолав суб'єктивізм Л. Вальраса, який дозволив йому відмовитися від корисності (потреби) як єдиної причини обміну та перейти до характеристик економічної системи в цілому, де і попит (споживання) та пропозиція (виробництва) розглядаються як елементи рівноваги в економіці.
Якщо в моделі загальної економічної рівноваги Л. Вальраса, критерієм її досягнення вважалася максимізація корисності, яка не підлягає, то в моделі В. Парето цей критерій замінюється іншим, а саме оцінкою виміру відношення переваг конкретної особи, інакше, як вони кажуть у математиці, визначаючи порядкові (звичайні) цінності, що характеризують їхнє замовлення.
В. Парето аналізував вибір споживача, залежно від того, як від кількості цього блага, так і від числа всіх інших ресурсів, використовуючи «криві байдужість», що відбиває збереження загальної корисності товарів у різних комбінаціях Росії їхнього поєднання та переваги деяких комбінацій до інших. У результаті з'явилися паретовські тривимірні діаграми. Застосовуючи їх, можна простежити порядок (послідовність) рейтингу переваг особи, визначити її «байдужість» у певний час між двома альтернативними перевагами (тобто їх комбінаціями, які забезпечують такий же рівень загального задоволення), тому що очевидно, що за поняттям «байдужість» виміряти щось напряму неможливо. У своєму «Вченні політичної економії» В. Парето відмовився від традиційних підходів кількісної характеристики корисності на основі міжособистісних порівнянь корисності, сформулювавши концепцію соціальної максимальної корисності, іншим словом, те що в економічній літературі зараз називається «оптимум Парето». Ця концепція призначена для оцінок таких змін, які покращують добробут всіх, або не погіршують його з удосконаленням добробуту, принаймні однієї людини.
Концепція «оптимум Парето» дозволяє приймати оптимальне рішення для максимального збільшення прибутку, якщо теоретична аргументація оптимального поєднання споживання базується на таких передумовах як:
- лише особиста оцінка власного добробуту;
- визначення соціального добробуту через добробут людей;
- несумісність добробуту окремих людей.

На відміну від моделі Леон Вальраса у Вільфредо Парето аналізуються не тільки вільна економіка конкуренції, але й різні типи монополізованих ринків, які стали незалежним об'єктом економічних досліджень.